# Roger Aaron Brown
Roger Aaron Brown (Washington, 12 giugno 1949) è un attore statunitense.

## Filmografia parziale

### Cinema
- La città verrà distrutta all'alba (The Crazies), regia di George A. Romero (1973)
- Star Trek (Star Trek: The Motion Picture), regia di Robert Wise (1979)
- Il grugnito dell'aquila (First Family), regia di Buck Henry (1980)
- Cobra, regia di George Pan Cosmatos (1986)
- Il buio si avvicina (Near Dark), regia di Kathryn Bigelow (1987)
- Action Jackson, regia di Craig R. Baxley (1988)
- Il dittatore del Parador in arte Jack (Moon Over Parador), regia di Paul Mazursky (1988)
- Alien Nation, regia di Graham Baker (1988)
- Pronti a tutto (Downtown), regia di Richard Benjamin (1990)
- RoboCop 2, regia di Irvin Kershner (1990)
- China Moon - Luna di sangue (China Moon), regia di John Bailey (1994)
- Pecos Bill - Una leggenda per amico (Tall Tale: The Unbelievable Adventures of Pecos Bill), regia di Jeremiah S. Chechik (1995)
- Cercasi amore per la fine del mondo (Seeking a Friend for the End of the World), regia di Lorene Scafaria (2012)
- The Meddler - Un'inguaribile ottimista (The Meddler), regia di Lorene Scafaria (2015)

### Televisione
- Bad Ronald (1974) - film TV
- Foster & Laurie (1975) - film TV
- Tiger man bersaglio umano (1977) - film TV
- L'autostrada della morte (1979) - film TV
- Ho sposato una playmate (1984) - film TV
- Il tempo della nostra vita (1981-1985)
- MacGyver (1989)
- Il volto confuso dell'assassino (1992) - film TV
- Io volerò via (1991-1993)
- Il silenzio del testimone (1994) - film TV
- On Our Own (1994)
- Un trofeo per Justin (2000) - film TV
- The District (2000-2004)
- Life (2007)
- General Hospital (2009)
- The LXD: The Legion of Extraordinary Dancers (2010-2011)

## Doppiatori italiani
Nelle versioni in italiano delle opere in cui ha recitato, Roger Aaron Brown è stato doppiato da:
- Massimo Corvo in Robocop 2
- Toni Orlandi in CSI - Scena del crimine
- Renato Mori in Criminal Minds
- Paolo Marchese in CSI: NY
- Riccardo Lombardo in Nip/Tuck
- Massimo Bitossi in Dr. House - Medical Division
- Michele Gammino in All Rise